# Хавтія
Хавтія (грец. Χαυτεία) — район Афін, розташований на північ від Омонії. Район названий на честь заможного купця Хавтаса.